# Monmouth House

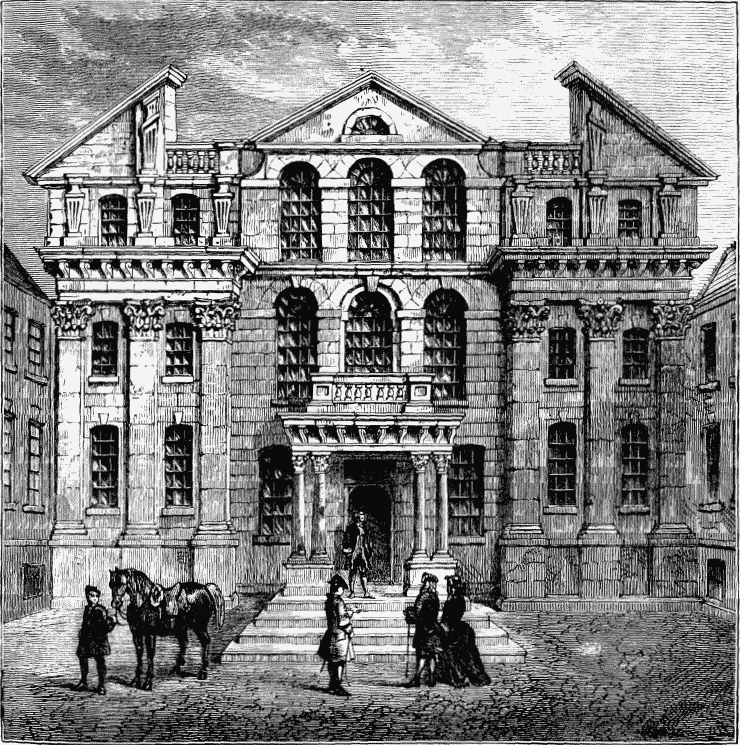
Grabado de Monmouth House, Soho Square

Monmouth House era una mansión del siglo XVII en Soho Square (entonces llamada King's Square) construida para el duque de Monmouth, el hijo ilegítimo mayor del rey Carlos II. Después de la ejecución del duque por intentar liderar una rebelión contra el impopular sucesor católico de Carlos, Jaime II, pasó a ser propiedad de la familia Bateman y fue prestada a varias personas importantes, incluido el embajador francés, antes de ser demolida en 1773.

## Historia
En 1681, el duque de Monmouth arrendó un gran terreno en el lado sur de la plaza a Richard Frith y su socio Cadogan Thomas de Lambeth (un comerciante de madera), en asociación con Benjamin Hinton (ciudadano y orfebre) y William Nutt de Londres (un comerciante).Monmouth House ocupaba el lado sur de lo que entonces se llamaba King's Square. Fue diseñado por Sir Christopher Wren y construido en 1677 por un señor Ford. En la actualidad, hay un callejón que atraviesa el sitio y conecta Soho Square con Bateman Street, llamado Bateman's Buildings en honor al vizconde Bateman, que fue dueño de Monmouth House a mediados del siglo XVIII antes de que fuera demolida. La casa fue rediseñada por el arquitecto Thomas Archer para el padre de Lord Bateman, Sir James Bateman, Lord Mayor de Londres. Archer también utilizó el diseño arquitectónico de un frontón roto en la fachada de Chettle House, Dorset, cuyo techo fue demolido en 1773, y en Roehampton House, donde el frontón dañado fue retirado después de 1780.

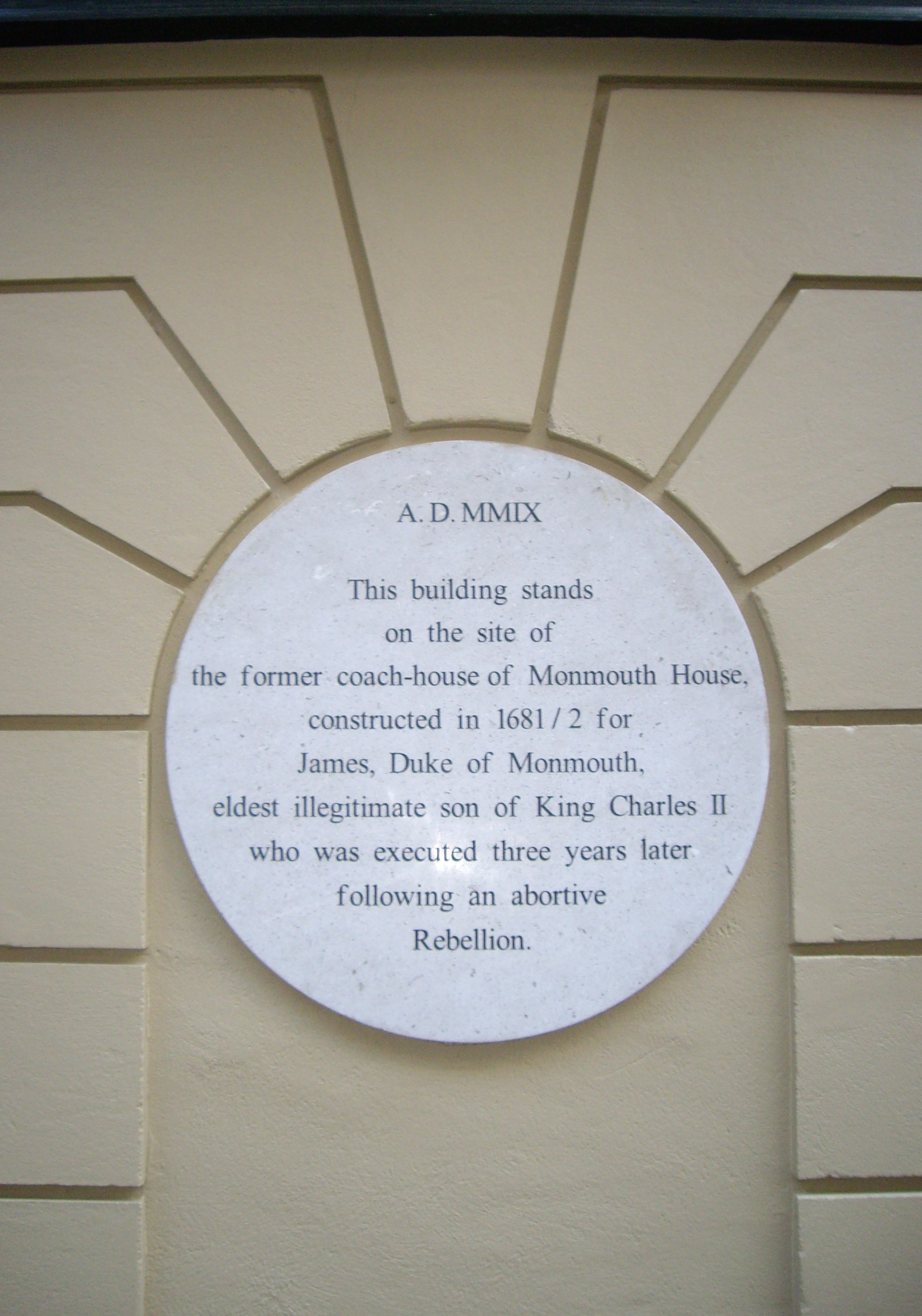
Placa que indica la ubicación de Monmouth House en Soho Square, Londres

No está del todo claro por qué la familia Bateman decidió demoler la casa, pero a finales del siglo XVIII la zona parece haber pasado de moda: "a medida que la corriente de la moda se dirigía hacia el oeste, ellos [la familia Bateman] viajaron junto con ella y, derribando la mansión, alquilaron el sitio en arrendamiento de construcción". La casa fue derribada en 1773, lo que liberó espacio para más casas en Frith Street, que corre hacia el sur desde Soho Square. Véase también Cambios de numeración en Frith Street.